# Codice ATCvet QI07
Il codice ATCvet QI07 "Immunologici per Canidi" è un sottogruppo del sistema di classificazione Anatomico Terapeutico e Chimico, un sistema di codici alfanumerici sviluppato dall'OMS per la classificazione dei farmaci e altri prodotti medici. Il sottogruppo QI07 fa parte del gruppo anatomico QI, farmaci per uso veterinario Immunologici.
Numeri nazionali della classificazione ATC possono includere codici aggiuntivi non presenti in questa lista, che segue la versione OMS.

## QI07A Cane

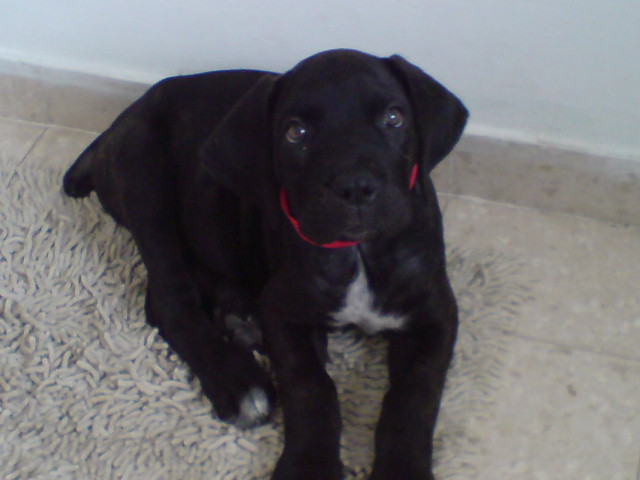
Cane

### QI07AA Vaccini inattivati virali
QI07AA01 Parvovirus canino
QI07AA02 Virus della rabbia
QI07AA03 Virus della parainfluenza canina + reovirus canino + Virus dell'influenza canina
QI07AA04 Virus della parainfluenza canina
QI07AA05 Adenovirus canino
QI07AA06 Herpesvirus canino

### QI07AB Vaccini inattivati batterici  (inclusi mycoplasma, tossoidi e chlamydia)
QI07AB01 Leptospira
QI07AB02 Staphylococcus
QI07AB03 Bordetella
QI07AB04 Borrelia

### QI07AC Vaccini inattivati batterici e antisieri
Gruppo vuoto

### QI07AD Vaccini vivi virali
QI07AD01 Parvovirus canino
QI07AD02 Virus del cimurro canino + Adenovirus canino + Parvovirus canino
QI07AD03 Virus del cimurro canino + Parvovirus canino
QI07AD04 Virus del cimurro canino + Adenovirus canino + Parvovirus canino + Virus della parainfluenza canina
QI07AD05 Virus del cimurro canino
QI07AD06 Virus del cimurro canino + Adenovirus canino
QI07AD07 Virus del cimurro canino + Virus della parainfluenza canina
QI07AD08 Virus della parainfluenza canina
QI07AD09 Parvovirus canino + Virus della parainfluenza canina
QI07AD10 Virus del cimurro canino + Adenovirus canino + Virus della parainfluenza canina
QI07AD11 Coronavirus canino
QI07AD12 Coronavirus canino + Parvovirus canino
QI07AD13 Parapox virus canino
QI07AD14 Virus del cimurro canino basato sul virus del morbillo

### QI07AE Vaccini vivi batterici
QI07AE01 Bordetella

### QI07AF Vaccini vivi batterici e virali
QI07AF01 Bordetella + Virus della parainfluenza canina

### QI07AG Vaccini vivi e vaccini inattivati batterici
Gruppo vuoto

### QI07AH Vaccini vivi e vaccini inattivati virali
QI07AH01 Virus vivo del cimurro canino + Adenovirus canino inattivato + Parvovirus canino inattivato
QI07AH02 Virus vivo della parainfluenza canina + Parvovirus canino inattivato
QI07AH03 Virus vivo del cimurro canino + Virus vivo della parainfluenza canina + Adenovirus canino inattivato + Parvovirus canino inattivato
QI07AH04 Virus vivo del cimurro canino + Parvovirus canino vivo + Coronavirus canino inattivato
QI07AH05 Virus vivo del cimurro canino + Adenovirus canino vivo + Parvovirus canino vivo + Virus vivo della parainfluenza canina + Coronavirus felino inattivato
QI07AH06 Virus vivo della parainfluenza canina + Coronavirus felino inattivato

### QI07AI Vaccini vivi virali e Vaccini inattivati batterici
QI07AI01 Virus vivo del cimurro canino + Adenovirus canino vivo + Leptospira inattivato
QI07AI02 Virus vivo del cimurro canino + Adenovirus canino vivo + Virus vivo della parainfluenza canina + Parvovirus canino vivo + Leptospira inattivato
QI07AI03 Virus vivo del cimurro canino + Adenovirus canino vivo + Parvovirus canino vivo + Leptospira inattivato
QI07AI04 Virus vivo del cimurro canino + Leptospira inattivato
QI07AI05 Parvovirus canino vivo + Leptospira inattivato
QI07AI06 Virus vivo del cimurro canino + Parvovirus canino vivo + Leptospira inattivato
QI07AI07 Parvovirus canino vivo + Virus vivo della parainfluenza canina + Leptospira inattivato
QI07AI08 Virus vivo della parainfluenza canina + Leptospira inattivato

### QI07AJ Vaccini vivi e vaccini inattivati virali e batterici
QI07AJ01 Virus vivo del cimurro canino + Adenovirus canino inattivato + Virus della rabbia inattivato + Leptospira inattivato
QI07AJ02 Virus vivo del cimurro canino + Adenovirus canino inattivato + Leptospira inattivato
QI07AJ03 Virus vivo del cimurro canino + Adenovirus canino inattivato +  Parvovirus canino inattivato + Leptospira inattivato
QI07AJ04 Virus vivo del cimurro canino + Adenovirus canino inattivato +  Parvovirus canino inattivato + Virus della rabbia inattivato + Leptospira inattivato
QI07AJ05 Virus vivo del cimurro canino + Adenovirus canino vivo + Parvovirus canino vivo + Virus della rabbia inattivato + Leptospira inattivato
QI07AJ06 Virus vivo del cimurro canino + Adenovirus canino vivo + Virus vivo della parainfluenza  + Parvovirus canino vivo + Virus della rabbia inattivato + Leptospira inattivato
QI07AJ07 Virus vivo del cimurro canino + Adenovirus canino vivo + Virus della rabbia inattivato + Leptospira inattivato
QI07AJ08 Virus vivo del cimurro canino + Adenovirus canino vivo +  Parvovirus canino inattivato + Leptospira inattivato
QI07AJ09 Virus vivo del cimurro canino + Adenovirus canino vivo + Parvovirus canino vivo + Leptospira inattivato
QI07AJ10 Virus vivo del cimurro canino + Adenovirus canino vivo + Virus vivo della parainfluenza  + Parvovirus canino vivo + Coronavirus canino inattivato + Leptospira inattivato
QI07AJ11 Parvovirus canino vivo + Virus vivo della parainfluenza canina + Leptospira inattivato + Coronavirus canino inattivato
QI07AJ12 Virus vivo della parainfluenza canina + Leptospira inattivato + Coronavirus canino inattivato

### QI07AK Vaccini inattivati virali e vaccini vivi batterici
Gruppo vuoto

### QI07AL Vaccini inattivati virali e vaccini inattivati batterici
QI07AL01 Rabbia virus + leptospira
QI07AL02 Rabbia virus + Parvovirus canino + leptospira
QI07AL03 Virus del cimurro canino + Adenovirus canino + Parvovirus canino + Rabbia virus + leptospira
QI07AL04 Parvovirus canino + leptospira
QI07AL05 Bordetella + Virus della parainfluenza canina

### QI07AM Antisieri, preparazioni di immunoglobuline, e antitossine
QI07AM01 Antisiero del cimurro canino + Antisiero dell'Adenovirus canino + Antisiero del Parvovirus canino  + Antisiero della leptospira
QI07AM02 Antisiero dell'anti lipopolissaccaride
QI07AM03 Antisiero del cimurro canino + Antisiero dell'Adenovirus canino + Antisiero del Parvovirus canino

### QI07AN Vaccini vivi antiparassitari
Gruppo vuoto

### QI07AO Vaccini inattivati antiparassitari
QI07AO01 Leishmania

### QI07AP Vaccini vivi antifungini
Gruppo vuoto

### QI07AQ Vaccini inattivati antifungini
QI07AQ01 Trichophyton + microsporum
QI07AQ02 Microsporum vaccino

### QI07AR Preparazioni diagnostiche in vivo
Gruppo vuoto

### QI07AS Allergeni
Gruppo vuoto

### QI07AT Preparazioni del colostro e sostituti
Gruppo vuoto

### QI07AU Altri vaccini vivi
Gruppo vuoto

### QI07AV Altri vaccini inattivati
Gruppo vuoto

### QI07AX Altri immunologici
Gruppo vuoto

## QI07B Volpe

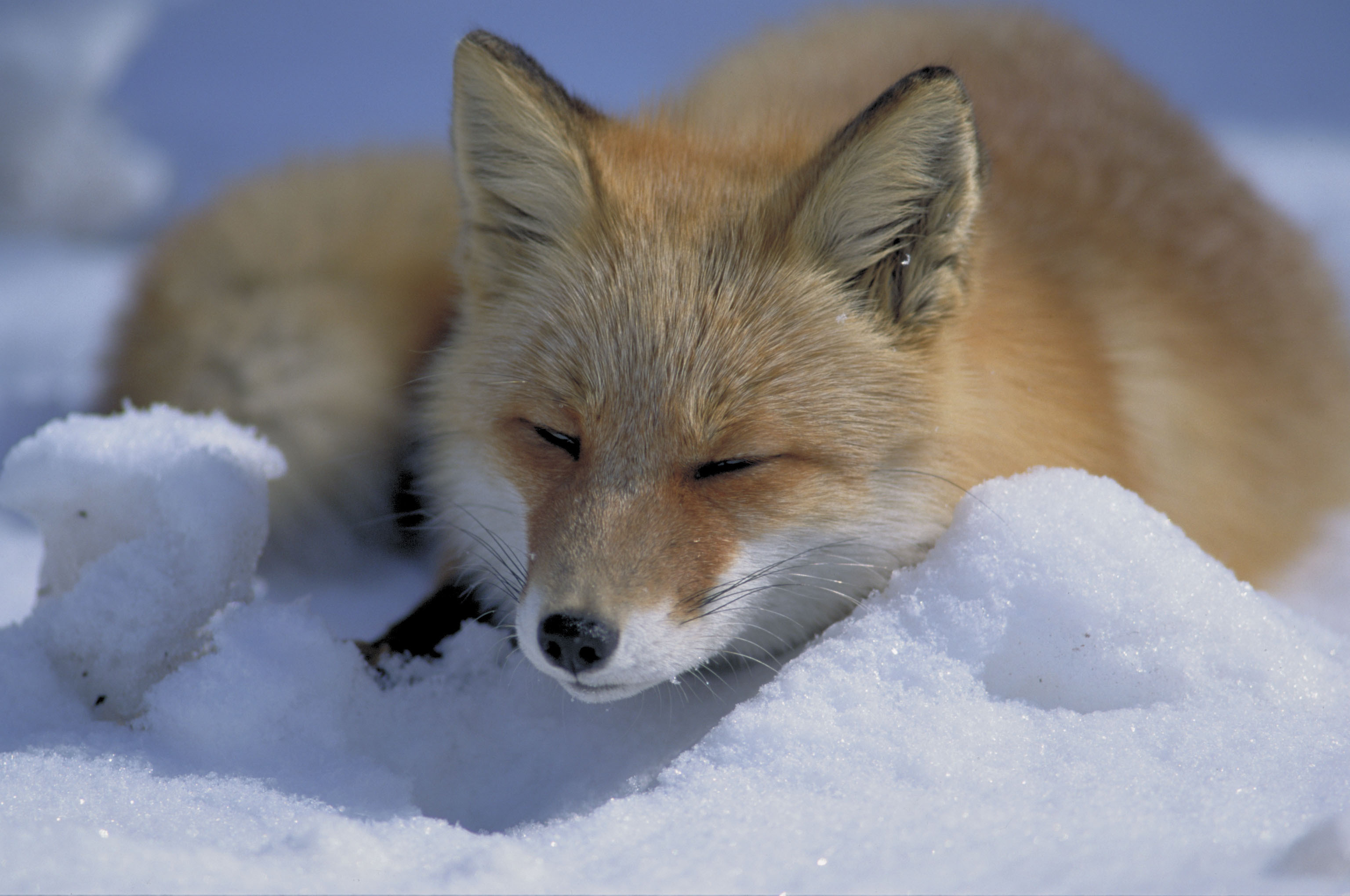
Volpe

### QI07BA Vaccini inattivati virali
Gruppo vuoto

### QI07BB Vaccini inattivati batterici (inclusi mycoplasma, tossoidi e chlamydia)
Gruppo vuoto

### QI07BC Vaccini inattivati batterici e antisieri
Gruppo vuoto

### QI07BD Vaccini vivi virali
Gruppo vuoto

### QI07BE Vaccini vivi batterici
Gruppo vuoto

### QI07BF Vaccini vivi batterici e virali
Gruppo vuoto

### QI07BG Vaccini vivi e vaccini inattivati batterici
Gruppo vuoto

### QI07BH Vaccini vivi e vaccini inattivati virali
Gruppo vuoto

### QI07BI Vaccini vivi virali e vaccini inattivati batterici
Gruppo vuoto

### QI07BJ Vaccini vivi e vaccini inattivati virali e batterici
Gruppo vuoto

### QI07BK Vaccini inattivati virali e vaccini vivi batterici
Gruppo vuoto

### QI07BL Vaccini inattivati virali e vaccini inattivati batterici
Gruppo vuoto

### QI07BM Antisieri, preparazioni di immunoglobuline, e antitossine
Gruppo vuoto

### QI07BN Vaccini vivi antiparassitari
Gruppo vuoto

### QI07BO Vaccini inattivati antiparassitari
Gruppo vuoto

### QI07BP Vaccini vivi antifungini
Gruppo vuoto

### QI07BQ Vaccini inattivati antifungini
Gruppo vuoto

### QI07BR Preparazioni diagnostiche in vivo
Gruppo vuoto

### QI07BS Allergeni
Gruppo vuoto

### QI07BT Preparazioni del colostro e sostituti
Gruppo vuoto

### QI07BU Altri vaccini vivi
Gruppo vuoto

### QI07BV Altri vaccini inattivati
Gruppo vuoto

### QI07BX Altri immunologici
Gruppo vuoto

## QI07X Canidae, altri

### QI07XA Vaccini inattivati virali
Gruppo vuoto

### QI07XB Vaccini inattivati batterici (inclusi mycoplasma, tossoidi e chlamydia)
Gruppo vuoto

### QI07XC Vaccini inattivati batterici e antisieri
Gruppo vuoto

### QI07XD Vaccini vivi virali
Gruppo vuoto

### QI07XE Vaccini vivi batterici
Gruppo vuoto

### QI07XF Vaccini vivi batterici e virali
Gruppo vuoto

### QI07XG Vaccini vivi e vaccini inattivati batterici
Gruppo vuoto

### QI07XH Vaccini vivi e vaccini inattivati virali
Gruppo vuoto

### QI07XI Vaccini vivi virali e vaccini inattivati batterici
Gruppo vuoto

### QI07XJ Vaccini vivi e vaccini inattivati virali e batterici
Gruppo vuoto

### QI07XK Vaccini inattivati virali e vaccini vivi batterici
Gruppo vuoto

### QI07XL Vaccini inattivati virali e vaccini inattivati batterici
Gruppo vuoto

### QI07XM Antisieri, preparazioni di immunoglobuline, e antitossine
Gruppo vuoto

### QI07XN Vaccini vivi antiparassitari
Gruppo vuoto

### QI07XO Vaccini inattivati antiparassitari
Gruppo vuoto

### QI07XP Vaccini vivi antifungini
Gruppo vuoto

### QI07XQ Vaccini inattivati antifungini
Gruppo vuoto

### QI07XR Preparazioni diagnostiche in vivo
Gruppo vuoto

### QI07XS Allergeni
Gruppo vuoto

### QI07XT Preparazioni del colostro e sostituti
Gruppo vuoto

### QI07XU Altri vaccini vivi
Gruppo vuoto

### QI07XV Altri vaccini inattivati
Gruppo vuoto

### QI07XX Altri immunologici
Gruppo vuoto